# Jean Galfione
Jean Galfione (Parigi, 9 giugno 1971) è un ex astista francese, campione olimpico ad Atlanta 1996.

## Biografia
Salì più volte sul podio in manifestazioni internazionali. Fu il primo astista francese a valicare l'asticella oltre i 6 metri, anche se indoor. 
Vinse la medaglia d'oro olimpica ad Atlanta 1996, in carriera conquistò anche la medaglia di bronzo ai mondiali di Goteborg 1995 e due medaglie di bronzo ai campionati europei. A livello indoor vinse i Campionati mondiali di Maebashi 1999.
Suo zio è lo schermitore Jean-Claude Magnan.

## Palmarès
- Oro: Giochi olimpici di Atlanta 1996
- Bronzo: Campionati mondiali di atletica leggera di Göteborg 1995
- Oro: Campionati mondiali di atletica leggera indoor di Maebashi 1999
- Bronzo: Campionati europei di atletica leggera di Helsinki 1994
- Bronzo: Campionati europei di atletica leggera di Budapest 1998